# Les tortugues ninja (sèrie de televisió de 2012)
Les tortugues ninja (títol original en anglès, Teenage Mutant Ninja Turtles) és una sèrie de televisió animada estatunidenca desenvolupada per Ciro Nieli, Joshua Sternin i Jennifer Ventimilia per a Nickelodeon, basada en els personatges creats per Kevin Eastman i Peter Laird. La sèrie comença amb les tortugues sortint de la seva casa del clavegueram per primera vegada, utilitzant el seu entrenament en ninjutsu per lluitar contra els enemics de la Nova York del moment. La sèrie es va publicar als Estats Units des del 28 de setembre de 2012 fins al 12 de novembre de 2017. S'ha doblat al català per a SX3, que va estrenar-la l'11 d'abril de 2025.
La sèrie es va anunciar per primera vegada l'octubre de 2009, després de la notícia que l'empresa matriu de Nickelodeon, Viacom, havia adquirit els drets de la franquícia de Les tortugues ninja. El programa va ser creat per arribar a un públic «masculí» de 6 a 11 anys; va ser la meitat de l'estratègia de Nickelodeon per reiniciar dues marques establertes per a nous espectadors, coincidint amb el desenvolupament de nous episodis de Winx Club per al públic «femení» del Nickelodeon Animation Studio. Va ser produït pel mateix estudi de Nickelodeon i LowBar Productions. Bardel Entertainment va gestionar els serveis de maquetació i animació generada per ordinador.
Durant els mesos previs a la seva estrena, Nickelodeon i Playmates Toys van llançar línies de marxandatge amb els nous dissenys de personatges. L'estrena en dues parts va tenir lloc els dies 28 i 29 de setembre de 2012, i va arribar als 3,9 milions d'espectadors. Les puntuacions de debut van ser les més altes d'una sèrie d'animació de Nickelodeon des del 2009, i va donar lloc al llançament de la segona temporada l'octubre del 2012. Les van seguir tres temporades més; la cinquena i última temporada va ser rebatejada com a Tales of the Teenage Mutant Ninja Turtles i no es va emetre completament a Nickelodeon, ja que els episodis 115-121 es van estrenar al seu canal germà Nicktoons.

## Episodis
| Temporada | Temporada | Episodis | Episodis | Dates d’emissió        | Dates d’emissió        |
| Temporada | Temporada | Episodis | Episodis | Primera emissió        | Última emissió         |
| --------- | --------- | -------- | -------- | ---------------------- | ---------------------- |
|           | 1         | 26       | 26       | 28 de setembre de 2012 | 8 d'agost de 2013      |
|           | 2         | 26       | 26       | 12 d'octubre de 2013   | 26 de setembre de 2014 |
|           | 3         | 26       | 26       | 3 d'octubre de 2014    | 27 de setembre de 2015 |
|           | 4         | 26       | 26       | 25 d'octubre de 2015   | 26 de febrer de 2017   |
|           | 5         | 20       | 20       | 19 de març de 2017     | 12 de novembre de 2017 |

## Emissió
La sèrie es va estrenar al canal canadenc YTV el 29 de setembre de 2012. També es va estrenar a Nickelodeon al Regne Unit i Irlanda l'1 d'octubre de 2012. Es va estrenar al canal de Nickelodeon a Austràlia i Nova Zelanda el 8 d'octubre de 2012. També es va emetre al mateix canal de Nickelodeon al Canadà del 2 de setembre de 2013. A l'Índia, es va estrenar el 2013 a Nickelodeon, Sonic i també a Nick HD+. També es va emetre al canal britànic Channel 5.